# Поцуоло (Мачерата)
Поцуоло (итал. Pozzuolo) насеље је у Италији у округу Мачерата, региону Марке.
Према процени из 2011. у насељу је живело 28 становника. Насеље се налази на надморској висини од 589 м.